# Selma Krasa-Florian
Selma Krasa-Florian (* 29. Mai 1927 in Wien als Anselma Maria Elisabeth Krasa; † 5. Februar 2014) war eine österreichische Kunsthistorikerin, Kuratorin und Autorin.

## Leben und Wirken
Selma Krasa studierte ab 1945 Kunstgeschichte, Geschichte und Archäologie an der Universität Wien und promovierte 1950 in Kunstgeschichte mit der Dissertation Der Meister von Mondsee.
Von 1956 bis 1958 war sie als Assistentin bei Karl M. Svoboda am Kunsthistorischen Institut der Universität Wien und anschließend am Kunsthistorischen Museum Wien tätig, bevor sie sich freiberuflich vor allem der Durchführung von Kunstausstellungen widmete, unter anderem für die Albertina, das Historische Museum der Stadt Wien (heute Wien Museum) und die Oberösterreichische Landesausstellung 1989.
Krasa-Florian war eine ausgewiesene Spezialistin der Graphik und Plastik der ersten Hälfte des 19. Jahrhunderts, der Malerei der Spätgotik und der Donauschule sowie des Barock. Sie publizierte Monografien zu Johann Nepomuk Schaller sowie zur Allegorie der Austria.
Krasa-Florian war Gründungsvorständin des Verbands österreichischer Kunsthistorikerinnen und Kunsthistoriker (VöKK) sowie Ehrenmitglied der an der Universität Wien angesiedelten Kunsthistorischen Gesellschaft.
Sie starb 2014 im Alter von 86 Jahren und wurde auf dem Wiener Zentralfriedhof bestattet.

## Schriften (Auswahl)
- Antonio Canovas Denkmal der Erzherzogin Marie Christine. In: Albertina Studien. Nr. 5/6, 1967/1968, S. 67–134.
- Jacobé, Johann Alexander Gottfried. In: Neue Deutsche Biographie (NDB). Band 10, Duncker & Humblot, Berlin 1974, ISBN 3-428-00191-5, S. 220.
- Das historische Ereignis und seine Rezeption. In: Robert Waissenberger/Günter Düriegl (Hg.): Die Türken vor Wien. Europa und die Entscheidung an der Donau 1683 (Katalog zur Sonderausstellung des Historischen Museums der Stadt Wien), Eigenverlag der Museen der Stadt Wien, Salzburg/Wien, S. 304–318.
- Josef Kriehuber 1800–1876. Der Porträtist einer Epoche. Edition Christian Brandstätter, Wien 1987, ISBN 3-85447-269-2.
- Pompeo Marchesis Kaiser-Franz-Denkmal in Wien. die kunstpolitischen Beziehungen des Kaiserhofes zu Lombardo-Venetien 1814 – 1848. In: Archiv  und Forschung. Das Haus-, Hof- und Staatsarchiv und seine Bedeutung für die Geschichte Österreichs und Europas. Wiener Beiträge zur Geschichte der Neuzeit. Band 20. Verl. für Geschichte und Politik, Wien [u. a.] 1993, S. 202- 239.
- Schaller Johann Nep.. In: Österreichisches Biographisches Lexikon 1815–1950 (ÖBL). Band 10, Verlag der Österreichischen Akademie der Wissenschaften, Wien 1994, ISBN 3-7001-2186-5, S. 34 f.
- Bösel, Richard/ Krasa, Selma (1994): Monumente. Wiener Denkmäler vom Klassizismus zur Secession. Eine Ausstellung des Kulturkreises Looshaus und der Graphischen Sammlung Albertina. Looshaus, 5. Mai bis 3. Juli 1994, Wien.
- Johann Nepomuk Schaller 1777-1842. Ein Wiener Bildhauer aus dem Freundeskreis der Nazarener. Wien: Schroll, 1977, ISBN 3-7031-0409-0 .
- Die süddeutsch orientierte Spätromantik. In: Geschichte der bildenden Kunst in Österreich. Band 5, 2002, S. 458–462, 481–483.
- Die Allegorie der Austria. Die Entstehung des Gesamtstaatsgedankens in der österreichisch-ungarischen Monarchie und die bildende Kunst. Böhlau Verlag, Wien 2007, ISBN 978-3-205-77580-5 (fwf.ac.at).
- Johann Nepomuk Schaller. In: Bild- und Sprachspiele. Band 2. StudienVerl., Innsbruck : Wien [u. a.] 2009, ISBN 978-3-7065-4840-3.